# Reserva de Ali Botush
La reserva de Ali Botush (en búlgaro: Али ботуш), también transcrita como Alibotoush, es una reserva natural en la pequeña cordillera de Slavianka, situada en la frontera entre Bulgaria y Grecia. La reserva ocupa la sección norte de la montaña que se encuentra dentro del territorio de Bulgaria y se nombra por el antiguo nombre de Slavyanka. Está situada en los municipios de Sandanski y Hadzhidimovo, provincia de Blagoevgrad. Fue declarada en 1951 para proteger los bosques más extensos del pino endémico de Bosnia (Pinus heldreichii) en la Península de los Balcanes. Su territorio se expandió aún más varias veces y abarca un área de 1638 hectáreas o 16,38 km². Fue declarada Reserva de la Biosfera por la UNESCO en 1977.en búlgaro: Али ботуш
La reserva fue creada para proteger los bosques más extensos en los Balcanes de pino de Bosnia (Pinus heldreichii)  y es famosa por su rica flora; más de 1500 especies que se encuentran dentro de su limitado territorio.

## Geografía
La reserva está situada en la ladera norte de la cordillera Slavianka, a altitudes entre 1140 y 2212 m. Está separada de la cordillera de Pirin, localizada más al norte, por el paso de Paril. La montaña está formada por rocas metamórficas calizas paleozoicas y mármol que cubren un núcleo de granito. El territorio de Ali Botush tiene formas geomorfológicas variadas y una serie de crestas, como Brezata, Saint Constantine, Mitnitsata, Tepleshki Peak y Chaplen Bair.
La reserva se encuentra dentro de la zona climática mediterránea continental y debido a su gran altitud también tiene clima alpino. Sin embargo, la influencia mediterránea es muy fuerte y determina el régimen de lluvias, que tiene un máximo de otoño-invierno y un mínimo de verano. Las temperaturas medias en invierno son mucho más altas que las temperaturas promedio en las mismas altitudes en el resto del país. La influencia del viento foehn es muy fuerte en el invierno.
La temperatura promedio anual en las partes más bajas de la reserva es de 14 °C y en la más alta, de aproximadamente 6 °C. La duración promedio del período con temperaturas superiores a 10 °C para las zonas bajas de la reserva es de 200 a 220 días y para las altas: 130 días. La precipitación anual oscila entre 700 y 900 mm, y supera los 900 mm en las zonas más altas. Debido al relieve kárstico de la montaña, los recursos hídricos superficiales de la reserva son escasos. Las corrientes se sostienen principalmente con aguas subterráneas; la lluvia proporciona el 25-30% del volumen de flujo total, mientras que la nieve forma otro 20-25%.
La cubierta del suelo consiste en suelos de bosque marrón claro en la zona más baja y suelos de bosque marrón oscuro a mayor altitud. Predomina el tipo de suelo de humus-carbonato, pero también hay suelos de pradera de montaña en las secciones más altas. Los suelos de humus-carbonato son superficiales a moderadamente profundos. Por lo general, son secos y cálidos.

## Flora

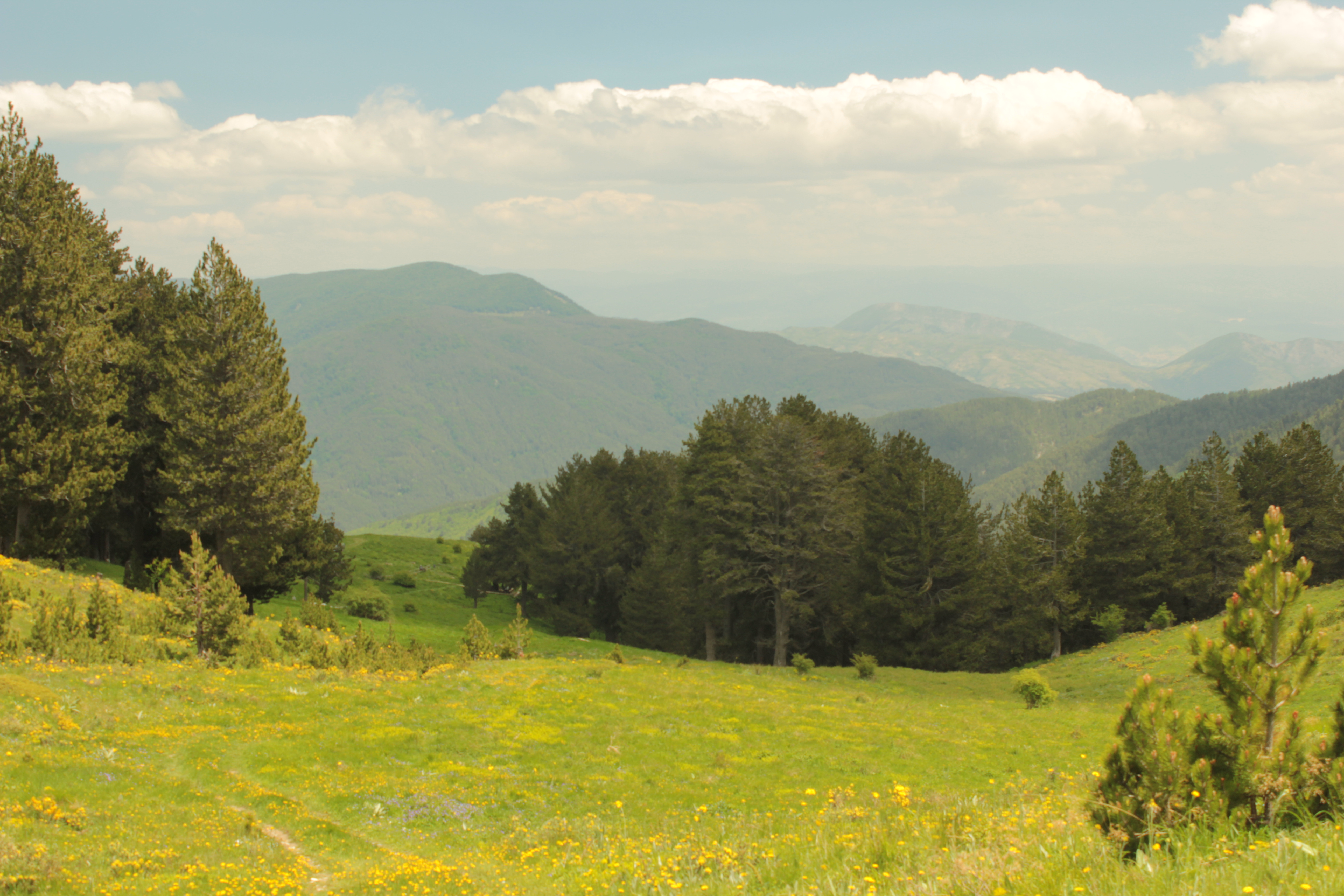
Una vista de la reserva

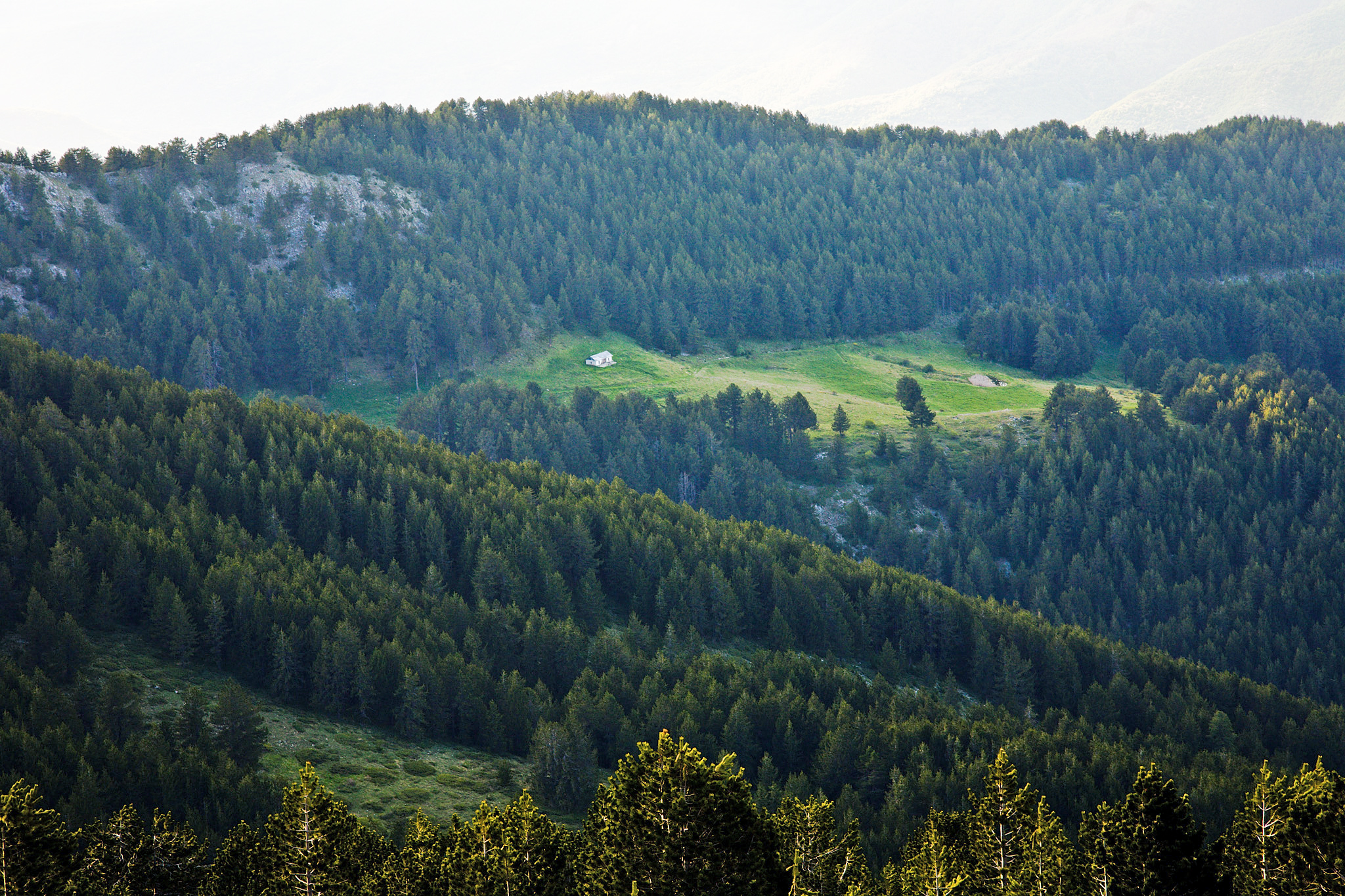
Localidad de Marina Polyana, el único lugar con agua potable en las zonas más altas de la reserva

Ali Botush es el hogar de una flora diversa que se ha mantenido intacta y prístina debido al relativo aislamiento de la reserva en la zona fronteriza. En su pequeño territorio hay más de 1500 especies de plantas vasculares que la convierten en un centro de formación florística clave en la península de los Balcanes. Hay más de 20 especies endémicas de Bulgaria, de las cuales cinco solo se pueden observar en la reserva, y de 42 a 46 taxones endémicos de los Balcanes. Entre estas plantas vasculares endémicas, que son raras y están protegidas, se encuentran: Tulipa rhodopea, Viola delphinantha, Centaurea parilica, Convolvulus boissieri subsp. suendemannii, Crepis schachtii y Fritillaria drenovskii. Las especies de plantas son del bioma de los bosques siempreverdes del Mediterráneo y del bioma de los bosques templados.
Los bosques caducifolios en los tramos más bajos de la reserva están dominados por el haya europea (Fagus sylvatica) y el carpe europeo (Ostrya carpinifolia), y más raramente - el castaño dulce (Castanea sativa). El cinturón de bosque de coníferas está compuesto de pino silvestre (Pinus sylvestris), pino negro (Pinus nigra), abeto rojo (Picea abies), abeto europeo (Abies alba), abeto búlgaro (Abies borisiiregis), pino macedonio (Pinus peuce) y pino de Bosnia (Pinus heldreichii). La especie de árbol dominante del cinturón de coníferas inferior entre 1000 y 1450 m es el pino negro, mientras que los bosques en altitudes mayores de hasta 1800-1900 m están formados por pino de Bosnia y son los más grandes de su tipo en los Balcanes. La reserva, así como el parque nacional de Pirin son los únicos hábitats de esta especie de pino en Bulgaria. La edad promedio de los bosques de pino bosnio es de 60 a 120 años, llegando a más de 200 y rara vez a 400 años. La altura de los árboles individuales puede superar los 30 m. El haya y el abeto crecen en hábitats sombreados con suelos ricos mientras que el pino bosnio ocupa zonas con menos nutrientes.
La vegetación de arbustos en la reserva también es variada y está compuesta por tejo europeo (Taxus baccata), laurel búlgaro (Daphne kosaninii), laurel de esporas (Daphne mezereum), Daphne oleoides y otros.
La vegetación herbácea es muy diversa debido al clima favorable y las condiciones del suelo, así como a la roca madre de piedra caliza. La sección búlgara de Slavianka es el único hábitat del endémico Convolvulus suendermanii. Entre las especies protegidas importantes se incluyen el helecho de maidenhair negro (Adiantum capillus-veneris), Polygala nicaeensis, Rhamnus fallax, así como las especies endémicas de los Balcanes Fritillaria drenovskii, restringidas a Slavianka, Pirin y el norte de Grecia, Pulsatilla rhodopaea, Saxifraga siribrnyi, violeta de larga espuela (Viola delphinantha), restringida a esta zona de Bulgaria, así como a Grecia, Paril centaurea (Centaurea parilica), restringida a Slavianka y al sur de Pirin, etc.
En 2012, uno de los hongos más raros del mundo, Zeus olympius, conocido hasta entonces solo en el monte Olimpo en Grecia, fue descubierto en Ali Botush. Crece solo en asociación con el pino de Bosnia.

## Fauna
La fauna de la reserva también es variada. Los mamíferos más grandes y más comunes son el oso pardo o, el lobo gris, el corzo, el jabalí, la liebre europea, el zorro colorado, el tejón europeo y el chacal dorado. Los reptiles son diversos e incluyen dos especies de tortugas, la tortuga de Thur-thighed y la tortuga de Hermann, así como numerosas serpientes y lagartos, como la rara serpiente felina europea y la lagartija de Erhard. Es el único lugar en Bulgaria donde se encuentra el tritón crestado macedonio.
De las especies de invertebrados entre el 55 y el 60% pertenecen al bioma mediterráneo. Hasta ahora, se han descrito más de 1200 especies de insectos en la reserva. Las mariposas diurnas son de particular interés. En 1992 el biólogo Zdravko Kolev identificó cinco nuevas especies de mariposas en Bulgaria: punta negra verdosa oriental (Euchloe penia), azul de Phalakron (Polyommatus andronicus), azul anómalo griego (Polyommatus aroaniensis), azul anómalo de Higgin (Agrodiaetus nephohiptamenos) y tímalo de Dils (Pseudochazara orestes).